# Kämpfelbach
Kämpfelbach ist eine Gemeinde im Enzkreis in Baden-Württemberg etwa sieben Kilometer von der Stadt Pforzheim entfernt.

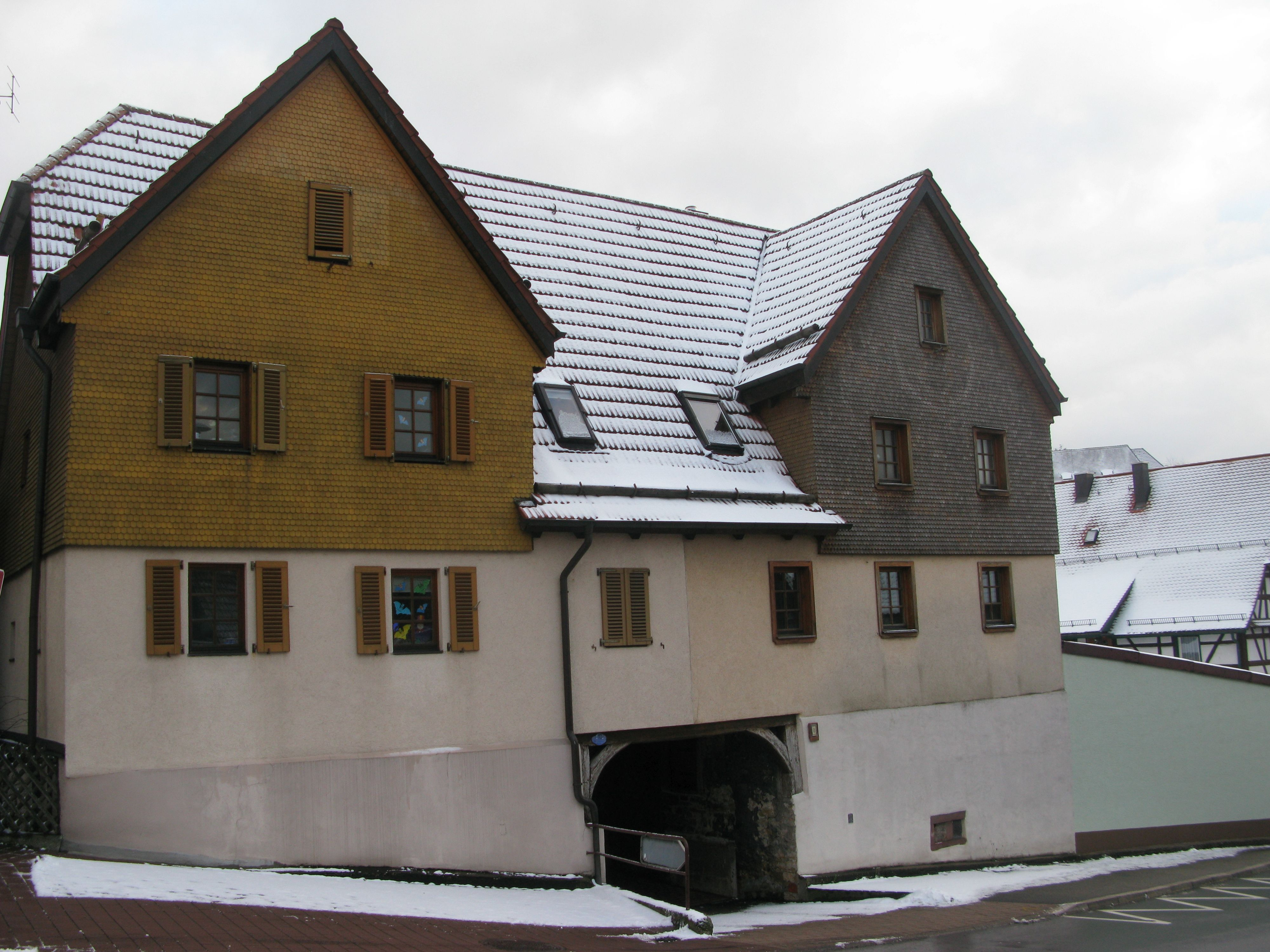
Ersingen, altes Haus, denkmalgeschützt, in der Nähe der alten Kelter

## Geografie

### Lage und Naturraum
Die Gemeinde Kämpfelbach liegt im Übergangsgelände zwischen Kraichgauer Hügelland und Nordschwarzwald. Dieses Gelände bildet auch den Übergang zwischen Buntsandstein und Kalkstein.
Das Gewässer Kämpfelbach gab der Gemeinde ihren Namen. Er entspringt in Ispringen und mündet nach einer Gesamtlänge von zwölf Kilometern bei Remchingen-Singen in die Pfinz.

### Nachbargemeinden
Kämpfelbach grenzt an die Gemeinden Ispringen, Eisingen, Königsbach-Stein, Remchingen (Gemarkung Wilferdingen), Keltern (Dietlingen) und Pforzheim (Brötzingen).

### Gemeindegliederung
Die Gemeinde Kämpfelbach besteht aus den beiden ehemaligen Gemeinden Bilfingen und Ersingen. Der ehemalige Ersinger Ort „Sperlingshof, Kinderheim“ gehört heute zu Remchingen. Außerdem liegen im Gebiet von Ersingen die Wüstungen Bohningen, Weilerle und Kloster.

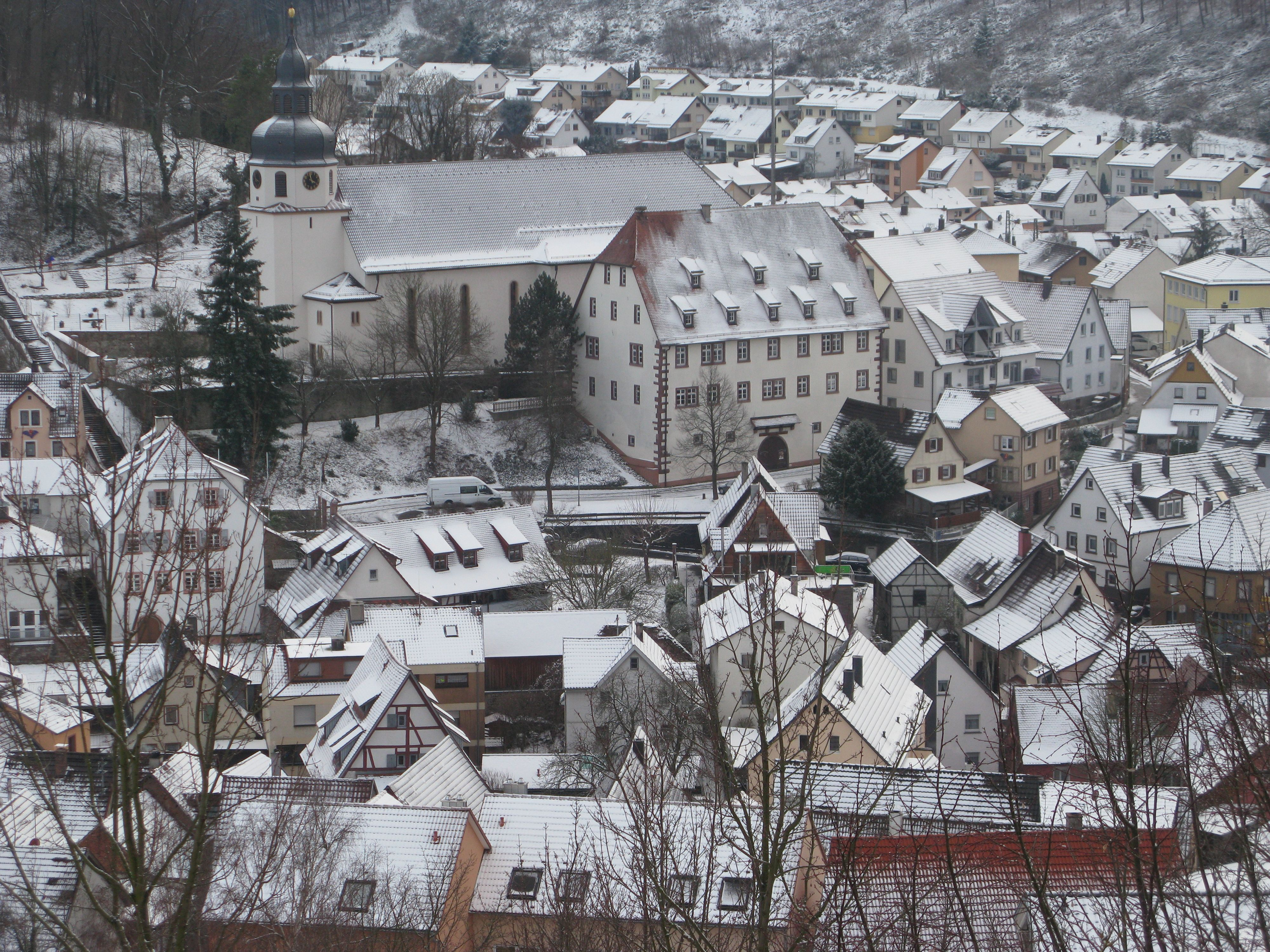
Ersingen Ansicht Zentrum vom Ameisenberg mit Kirche davor ehem. Zehntscheuer (1598). Ab 1829 Schule bis 1965.

## Geschichte
Grabhügel der Hallstattperiode finden sich im Gewann Rainwald, Ernstenfeld, Kühlloch und Bernel. Diese werden auf 900–500 v. Chr. datiert.
Das erste Mal urkundlich erwähnt wurde Bilfingen im Jahr 1193 und Ersingen im Jahr 1197. Dies geschah in päpstlichen Bullen, in denen Coelestin III. dem Kloster Frauenalb seine Freiheiten und Besitzungen in Ersingen und Bilfingen bestätigt. Die Namen der Dörfer Ersingen und Bilfingen sind alemannischen Ursprungs. Um 260 n. Chr. besiedelten die Alemannen dieses Gebiet. Den Ansiedlungen gaben sie die Namen ihres Sippenältesten, unter Hinzufügen der Silbe -ingen. Bilfingen ist dabei wohl nach einem Binolf und Ersingen nach einem Ergeso benannt.

### Gemeinsame Geschichte der Dörfer Ersingen und Bilfingen

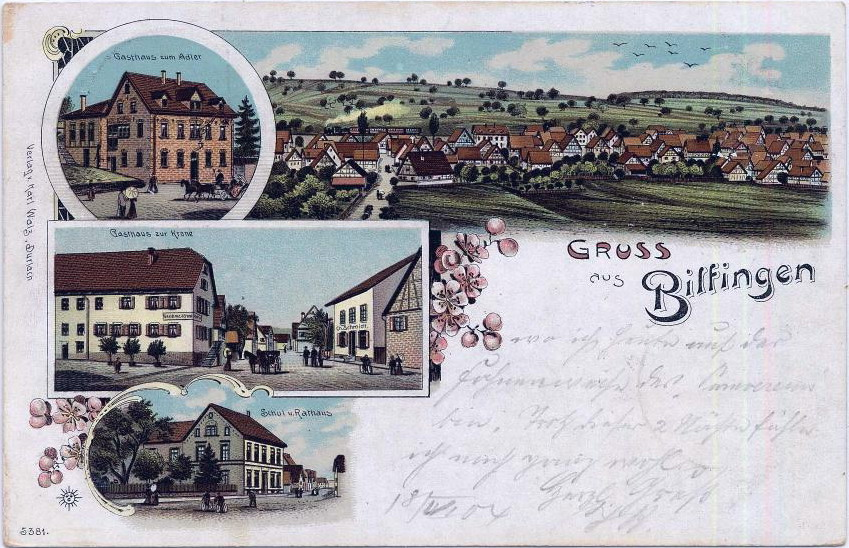
Bilfingen 1900

Die beiden Dörfer haben mehr gemeinsam als auf den ersten Blick zu ahnen ist. Die Dörfer Ersingen und Bilfingen bildeten schon im Mittelalter eine Marktgenossenschaft und ein Doppeldorf mit einer gemeinsamen Verwaltung. Beide Gemeinden besaßen ein gemeinsames Stadt- und Marktrecht. Von den Nachbardörfern unterschieden sie sich nicht nur in der Religionszugehörigkeit, sondern auch die Landesherren unterschieden sich.

### Die Pest
1357 starben durch die Pest in den Dörfern Ersingen und Bilfingen 232 Menschen. Die Überlebenden legten ein Gelübde ab und begehen seit damals jedes Jahr am 7. September den Gelübdetag. Im Jahre 2007 feierte die Pfarrgemeinde den 650. Gelübdetag.

### Gebietszugehörigkeit und Konfession im alten Reich
Die Geschichte der Dörfer ist eng mit der des Klosters Frauenalb verbunden. 1248 wird die Ersinger Kirche dem Kloster Frauenalb einverleibt. Durch weitere Zukäufe ist das Kloster ab dem Jahr 1517 fast im Besitz der ganzen Gemarkung Ersingen und Bilfingen. Als Eigentum des Klosters wurde den Gemeinden der katholische Glaube aufgezwungen. Dies änderte sich 1598, als die Landes- und Schirmherrschaft über die Besitztümer des Klosters vom Hause Baden-Baden auf Markgraf Ernst Friedrich von Baden-Durlach überging. Nach dem Grundsatz cuius regio, eius religio mussten die Bewohner(innen) zum Calvinismus konvertieren. In diesem Zuge wurde auch das Kloster Frauenalb aufgehoben. Als der Markgraf Wilhelm von Baden-Baden im Jahr 1625 wieder in den Besitz der beiden Dörfer kam, wurden sie wieder katholisch. Im Jahre 1631 wurde das Kloster Frauenalb wiedererrichtet. Ab diesem Jahr bis zur Säkularisation 1803 waren die beiden Dörfer wieder im Besitz des Klosters Frauenalb.

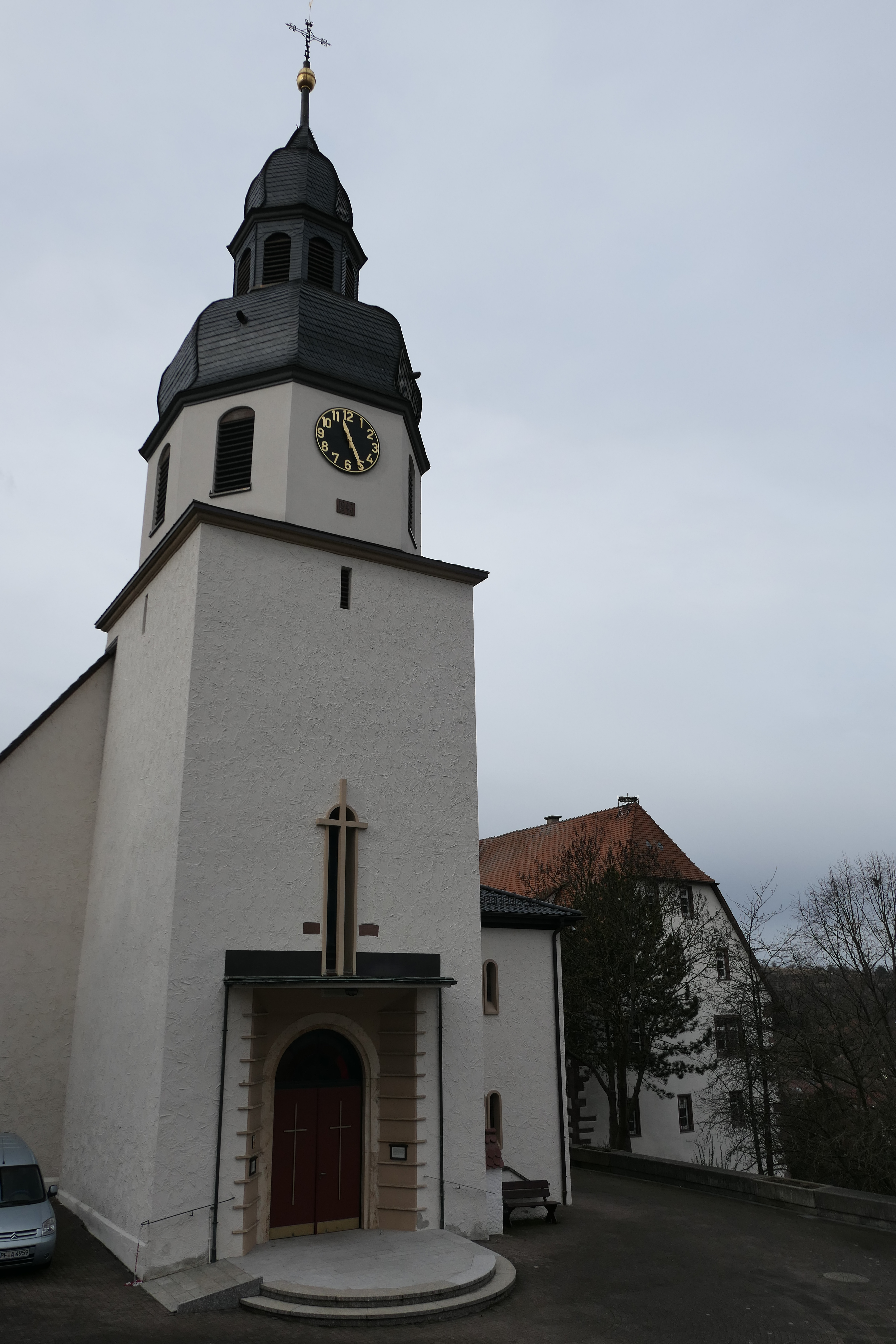
Ersingen ehemalige Johannes Baptistae Kirchenburg heute katholische Pfarrkirche Christkönig mit quadratischem Turmschaft vor 1258

### 19. und frühes 20. Jahrhundert
Mit der Säkularisation 1803 wurden die Dörfer Teil des Kurfürstentums und seit 1806 des Großherzogtums Baden und waren seit 1821 Bestandteil des Oberamts Pforzheim, seit 1864 des Bezirksamts Pforzheim und seit dem 25. Juni 1939 des Landkreises Pforzheim.

### Nachkriegszeit
1945 wurden die Ortschaften Teil der Amerikanischen Besatzungszone und gehörten somit zum neu gegründeten Land Württemberg-Baden, das 1952 im jetzigen Bundesland Baden-Württemberg aufging. 1973 erfolgte die Kreisreform in Baden-Württemberg, bei der die Gemeinden zum Enzkreis kamen.

### Gründung der Gemeinde Kämpfelbach
Im Zuge der Gemeindereform in Baden-Württemberg erinnerte man sich an die gemeinsame Vergangenheit. Am 1. Juli 1974 haben sich die beiden bis dahin selbständigen Gemeinden Bilfingen und Ersingen zur neuen Gemeinde Kämpfelbach zusammengeschlossen.

## Politik

### Gemeinderat
Der Gemeinderat in Kämpfelbach besteht aus den 18 gewählten ehrenamtlichen Gemeinderäten und dem Bürgermeister als Vorsitzendem. Der Bürgermeister ist im Gemeinderat stimmberechtigt.
Die Kommunalwahl am 9. Juni 2024 führte zu folgendem Ergebnis.
| Parteien und Wählergemeinschaften | Parteien und Wählergemeinschaften           | % 2024  | Sitze 2024 | % 2019  | Sitze 2019 | Kommunalwahl 2024 %403020100 35,81 %33,85 %17,63 %12,71 % FWCDUSPDMuUGewinne und Verlusteim Vergleich zu 2019 %p 4 2 0 −2 −4 −6+0,65 %p+1,57 %p+3,31 %p−5,54 %pFWCDUSPDMuU |
| FW                                | Freie Wähler Kämpfelbach                    | 35,81   | 7          | 35,16   | 6          | Kommunalwahl 2024 %403020100 35,81 %33,85 %17,63 %12,71 % FWCDUSPDMuUGewinne und Verlusteim Vergleich zu 2019 %p 4 2 0 −2 −4 −6+0,65 %p+1,57 %p+3,31 %p−5,54 %pFWCDUSPDMuU |
| CDU                               | Christlich Demokratische Union Deutschlands | 33,85   | 6          | 32,28   | 6          | Kommunalwahl 2024 %403020100 35,81 %33,85 %17,63 %12,71 % FWCDUSPDMuUGewinne und Verlusteim Vergleich zu 2019 %p 4 2 0 −2 −4 −6+0,65 %p+1,57 %p+3,31 %p−5,54 %pFWCDUSPDMuU |
| SPD                               | Sozialdemokratische Partei Deutschlands     | 17,63   | 3          | 14,32   | 3          | Kommunalwahl 2024 %403020100 35,81 %33,85 %17,63 %12,71 % FWCDUSPDMuUGewinne und Verlusteim Vergleich zu 2019 %p 4 2 0 −2 −4 −6+0,65 %p+1,57 %p+3,31 %p−5,54 %pFWCDUSPDMuU |
| MuU                               | Mensch und Umwelt                           | 12,71   | 2          | 18,25   | 3          | Kommunalwahl 2024 %403020100 35,81 %33,85 %17,63 %12,71 % FWCDUSPDMuUGewinne und Verlusteim Vergleich zu 2019 %p 4 2 0 −2 −4 −6+0,65 %p+1,57 %p+3,31 %p−5,54 %pFWCDUSPDMuU |
| gesamt                            | gesamt                                      | 100,0   | 18         | 100,0   | 18         | Kommunalwahl 2024 %403020100 35,81 %33,85 %17,63 %12,71 % FWCDUSPDMuUGewinne und Verlusteim Vergleich zu 2019 %p 4 2 0 −2 −4 −6+0,65 %p+1,57 %p+3,31 %p−5,54 %pFWCDUSPDMuU |
| Wahlbeteiligung                   | Wahlbeteiligung                             | 68,41 % | 68,41 %    | 67,64 % | 67,64 %    | Kommunalwahl 2024 %403020100 35,81 %33,85 %17,63 %12,71 % FWCDUSPDMuUGewinne und Verlusteim Vergleich zu 2019 %p 4 2 0 −2 −4 −6+0,65 %p+1,57 %p+3,31 %p−5,54 %pFWCDUSPDMuU |

### Bürgermeister
Bürgermeister der Gemeinde ist seit dem 24. Oktober 2022 Thomas Maag. Er wurde am 24. Juli 2022 mit 59,9 Prozent der Stimmen gewählt. Er folgte Udo Kleiner nach, der von 2006 bis 2022 amtierte. Kleiner wurde 2014 mit 86 % der Stimmen wiedergewählt. Bei der Bürgermeisterwahl 2022 trat Kleiner nicht erneut an.

### Gemeindeverwaltungsverband Kämpfelbachtal
Kämpfelbach gehört dem Gemeindeverwaltungsverband Kämpfelbachtal an. Dieser hat seinen Sitz im Rathaus in Königsbach-Stein (Ortsteil Stein).

### Wappen
Das Wappen der Gemeinde Kämpfelbach wird seit 1976 in seiner heutigen Form benutzt. Es ist die vom Generallandesarchiv überarbeitete Form eines Entwurfs, der im Rahmen eines Wettbewerbs vorgestellt worden war. Es zeigt in Gold (Gelb) einen roten Schräglinksbalken, belegt mit zwei goldenen Lilien.
Der Schild geht zurück auf das Wappen des Hauses Baden-Baden. Die zwei Lilien weisen auf die beiden Ortsteile Ersingen und Bilfingen hin. Die Lilien waren schon auf dem Wappen des Frauenalbischen Doppeldorfes Ersingen-Bilfingen zu sehen. Wahrscheinlich gehen die Lilien zurück auf Katharina von Remchingen, eine Äbtissin des Klosters Frauenalb (Amtszeit 1537 bis 1550).
Wappen der früheren Gemeinden:

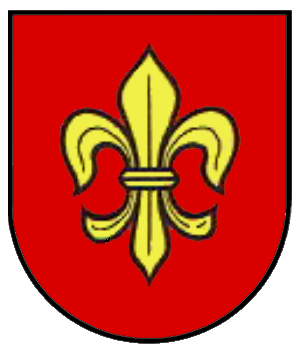
Bilfingen
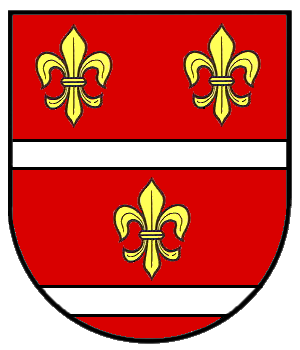
Ersingen

### Gemeindepartnerschaft
Kämpfelbach hat eine Gemeindepartnerschaft mit Civitella in Val di Chiana in der Toskana.

## Kultur und Sehenswürdigkeiten

### Theater
Der Verein Mäddich-Bühne führt regelmäßig im Frühjahr Theateraufführungen in Mundart durch. Die Stücke werden von Wolfgang Haberstroh, Mitglied der Laienspielgruppe und 1. Vorsitzender, selbst geschrieben und in einer Gaststätte in Bilfingen aufgeführt.

### Museen
Der Verein Heimatpflege und Kultur Kämpfelbach renovierte den Speicher der Zehntscheuer (Bürgerhaus), um dort Exponate auszustellen, die die Geschichte des Ortes und der Region repräsentieren. Im Oktober 2005 öffnete das Heimatmuseum Kämpfelbach seine Pforten.

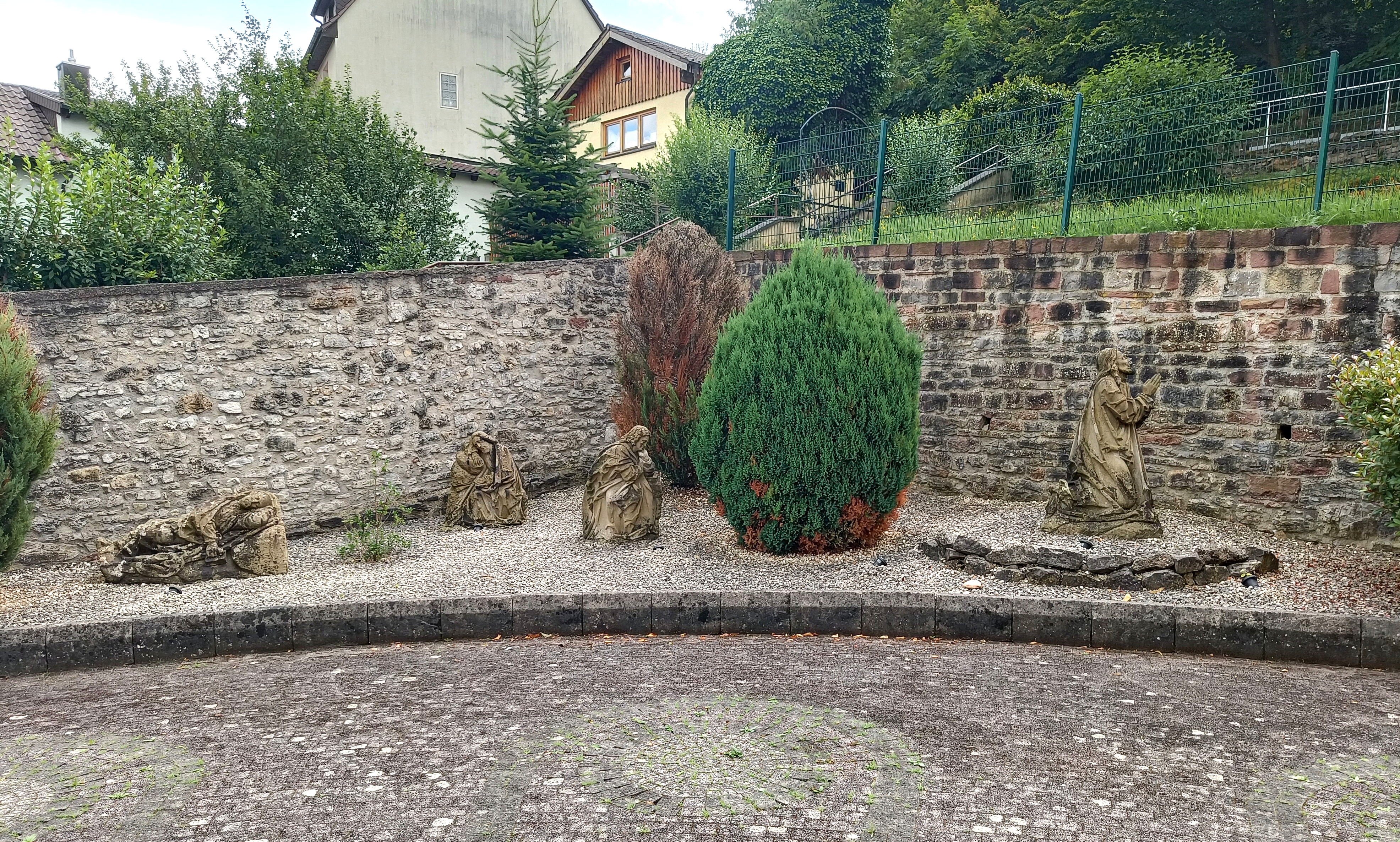
Ersingen Ölberggruppe

### Sehenswürdigkeiten
- Die Ölberggruppe stellt die Bibelstelle dar, in der Jesus zusammen mit seinen Jüngern am Tag vor seiner Kreuzigung im Garten Gethsemane betet. Die Bildgruppe wurde 1664 zum ersten Mal urkundlich erwähnt. Der künstlerischen Form nach wurde diese Gruppe in der spätgotischen Zeit um 1500 erschaffen, der Künstler ist unbekannt.
- Wallfahrtskirche Johannes der Täufer (Bilfingen) Friedhofskapelle und ehemalige Wallfahrtskirche. Tympanon romanisch (nur als Abb. erhalten). Chorturm spätes 15. Jahrhundert.[8]
- Keltische Grabhügel aus der Hallstattzeit in den Bereichen Rainwald, Ernstenfeld, Kühlloch und Bernel um 900 bis 500 vor Christus datiert.
- Gefallenen-Gedächtniskapelle am Ende der Kirchgrundstr. in Bilfingen (erbaut im Jahre 1936 von Roman August Burkhardt, Kaufmann aus Durlach, „zum Andenken und Segen meiner Heimatstadt Bilfingen gewidmet“)
- Wanderwege in der Gemeinde Kämpfelbach zeichnet der Hügelland Wanderklub aus.

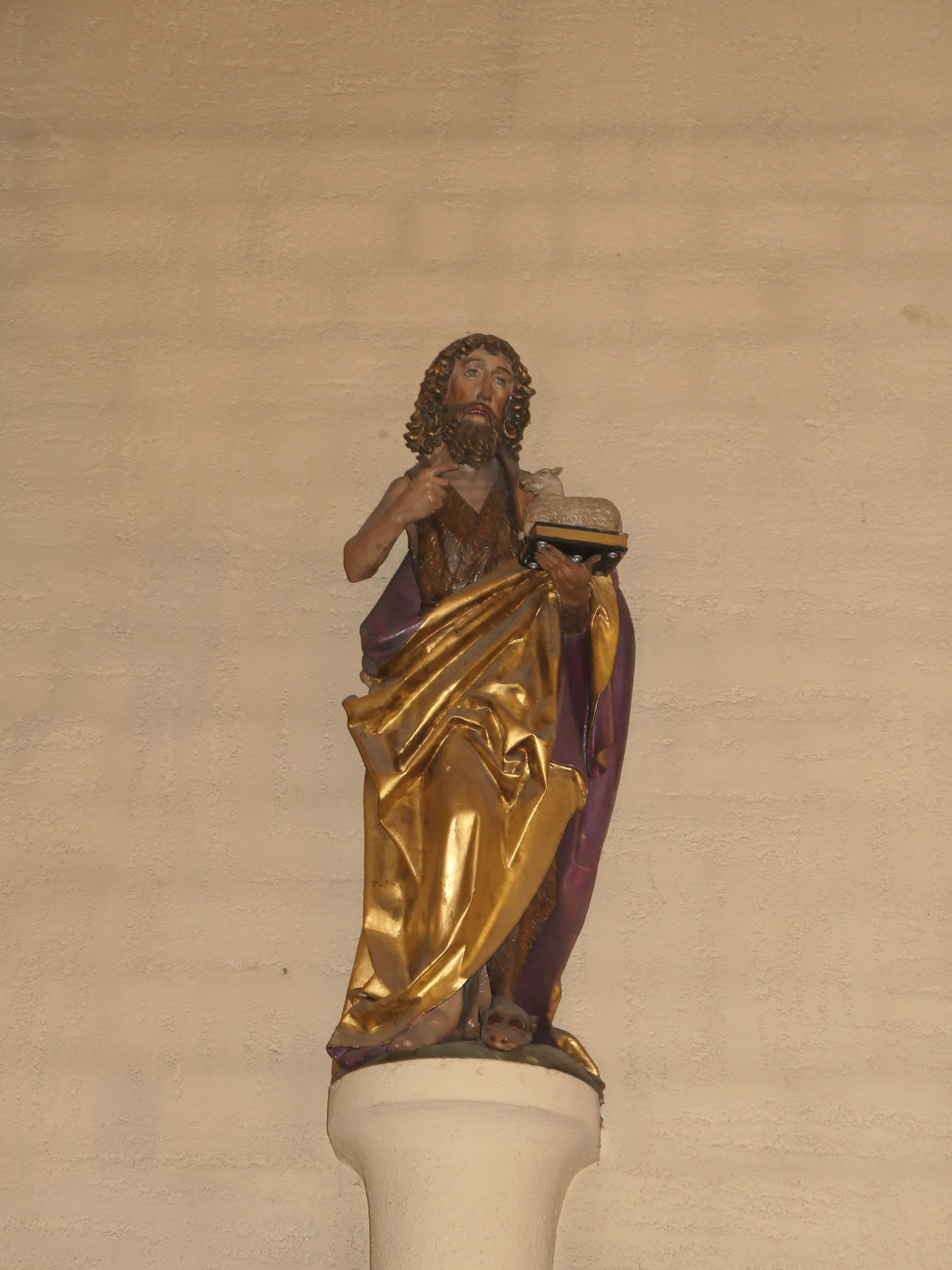
Ersingen ehem. Johannes Baptistae Kirche, Statue Johannes d. T. spätgotische Holzplastik um 1510 aus oberrheinischer Provenienz
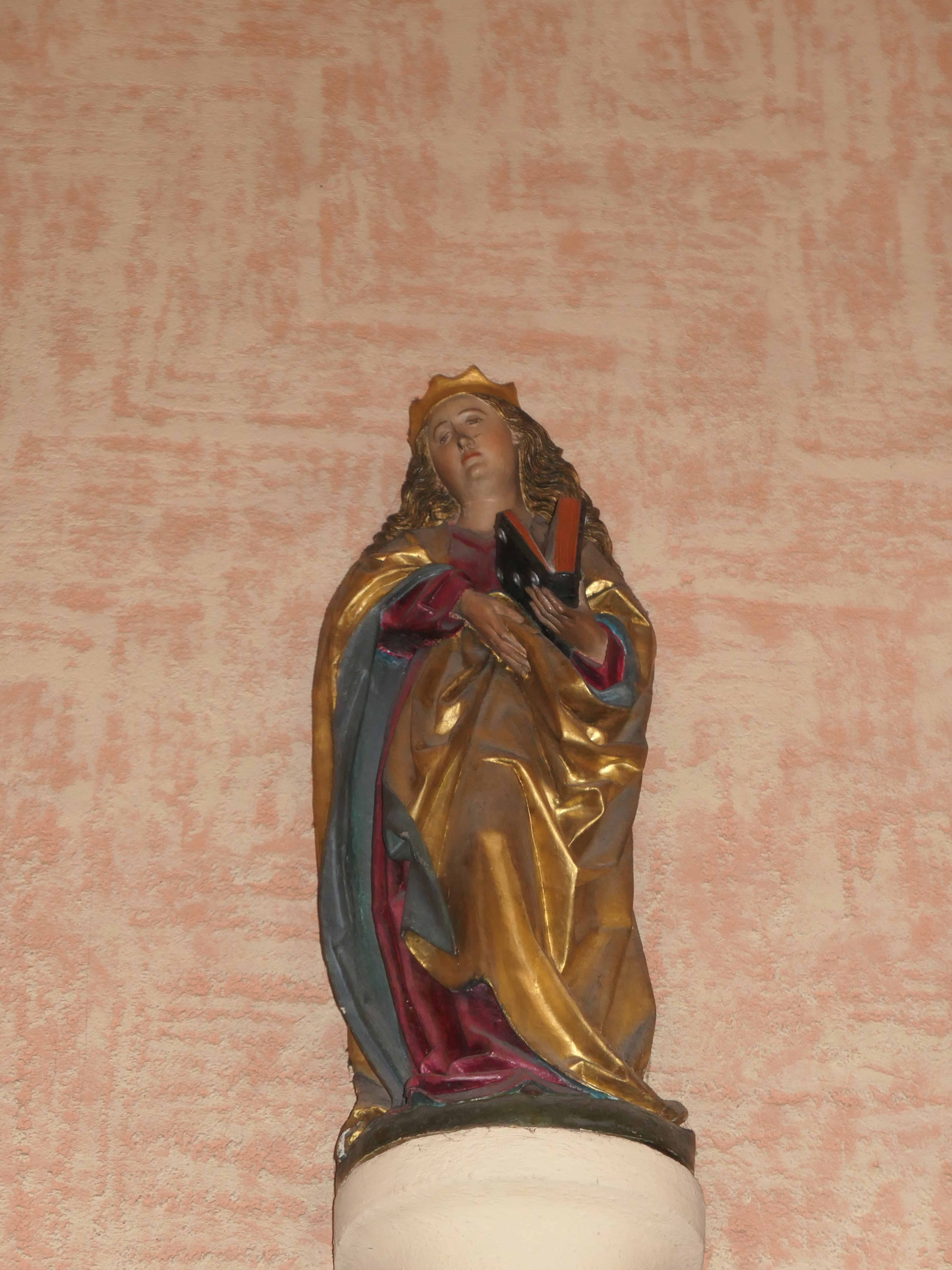
Ersingen Statue Heilige Katharina mit Buch (H 1,18 m) (um 1510/1520)
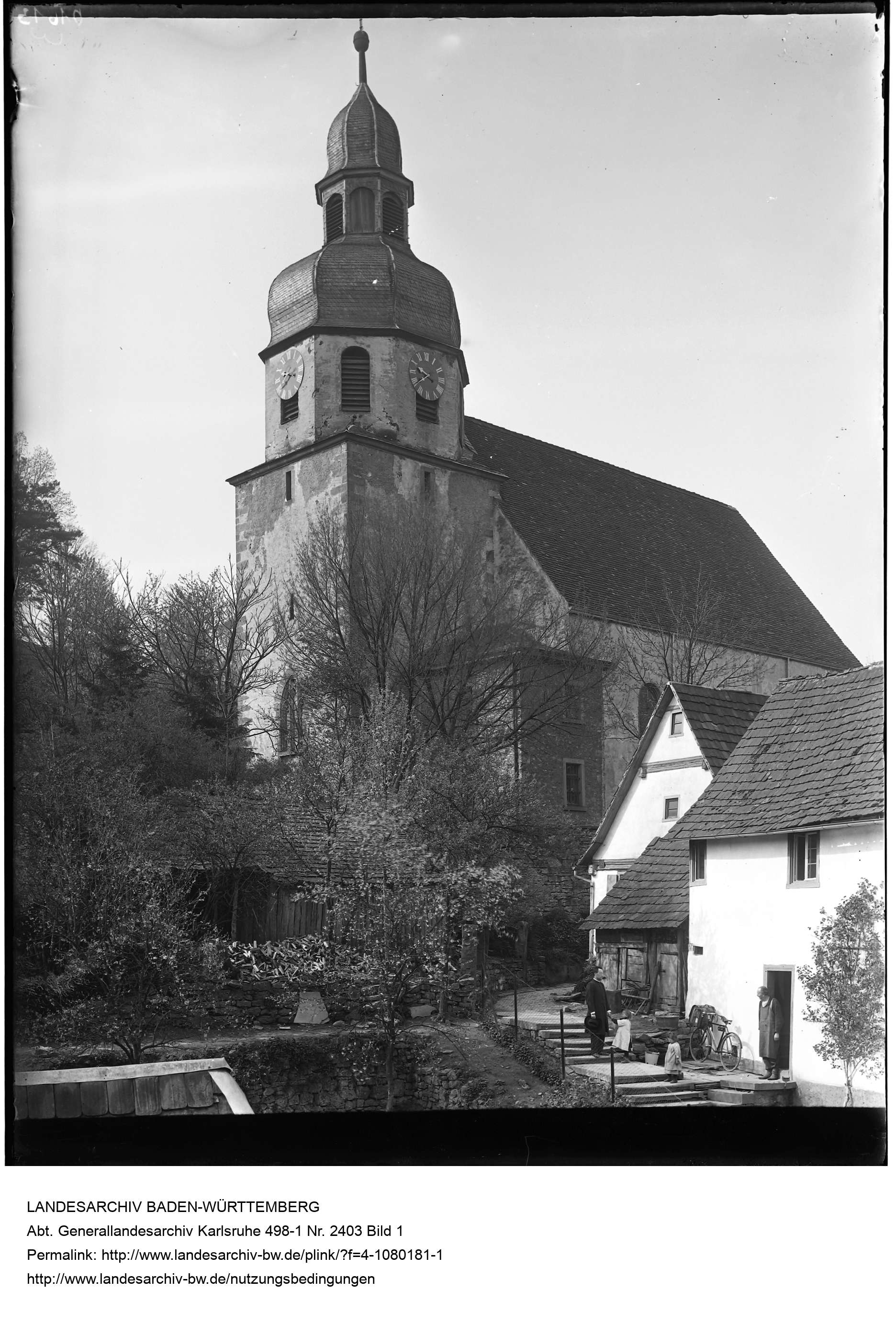
Kirche Ersingen Johannes Baptistae vor Erneuerung 1931
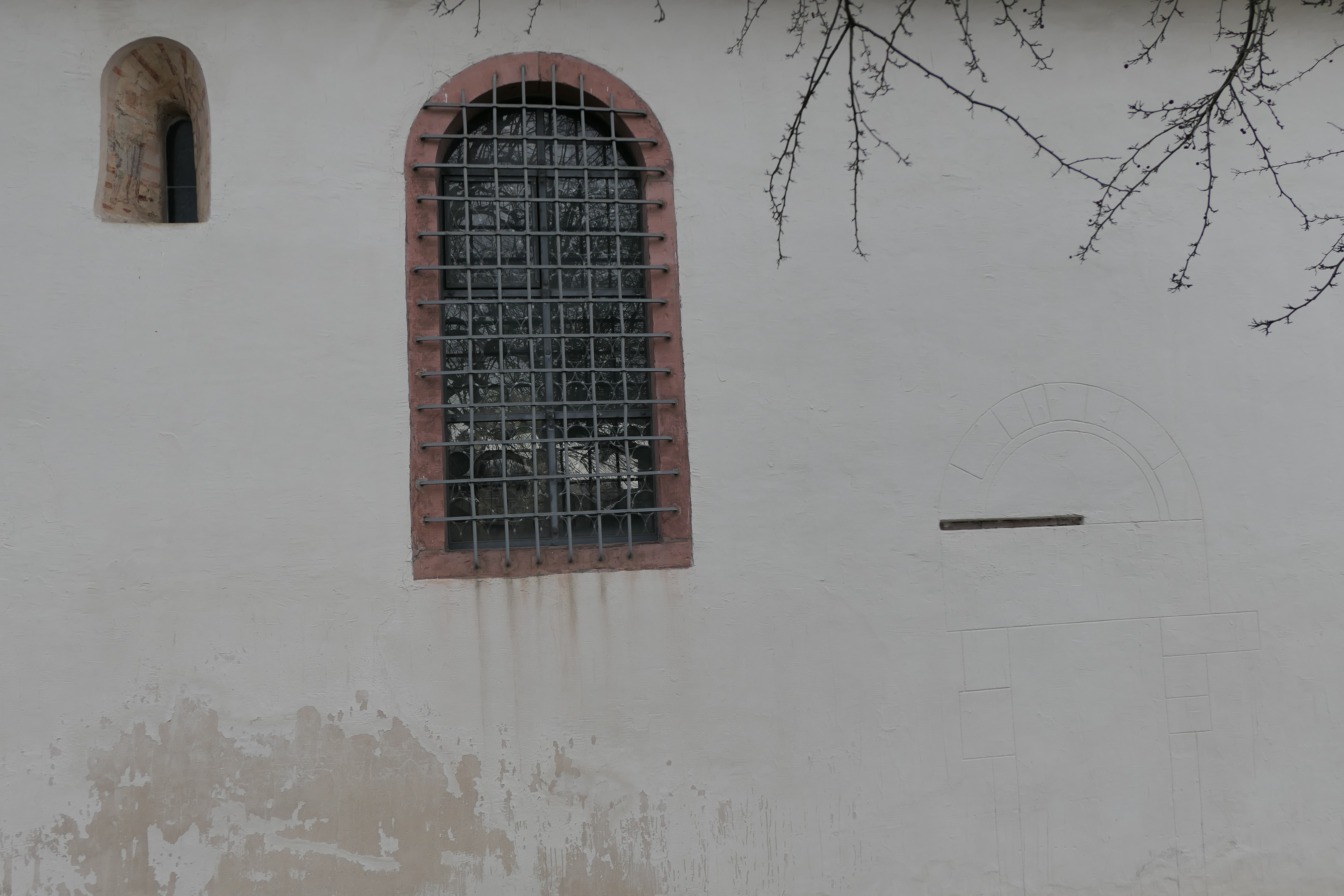
Bilfingen Wallfahrtkirche Johannes der Täufer Südseite romanisches Tympanon Lage geritzt Fenster Laibung bemalt
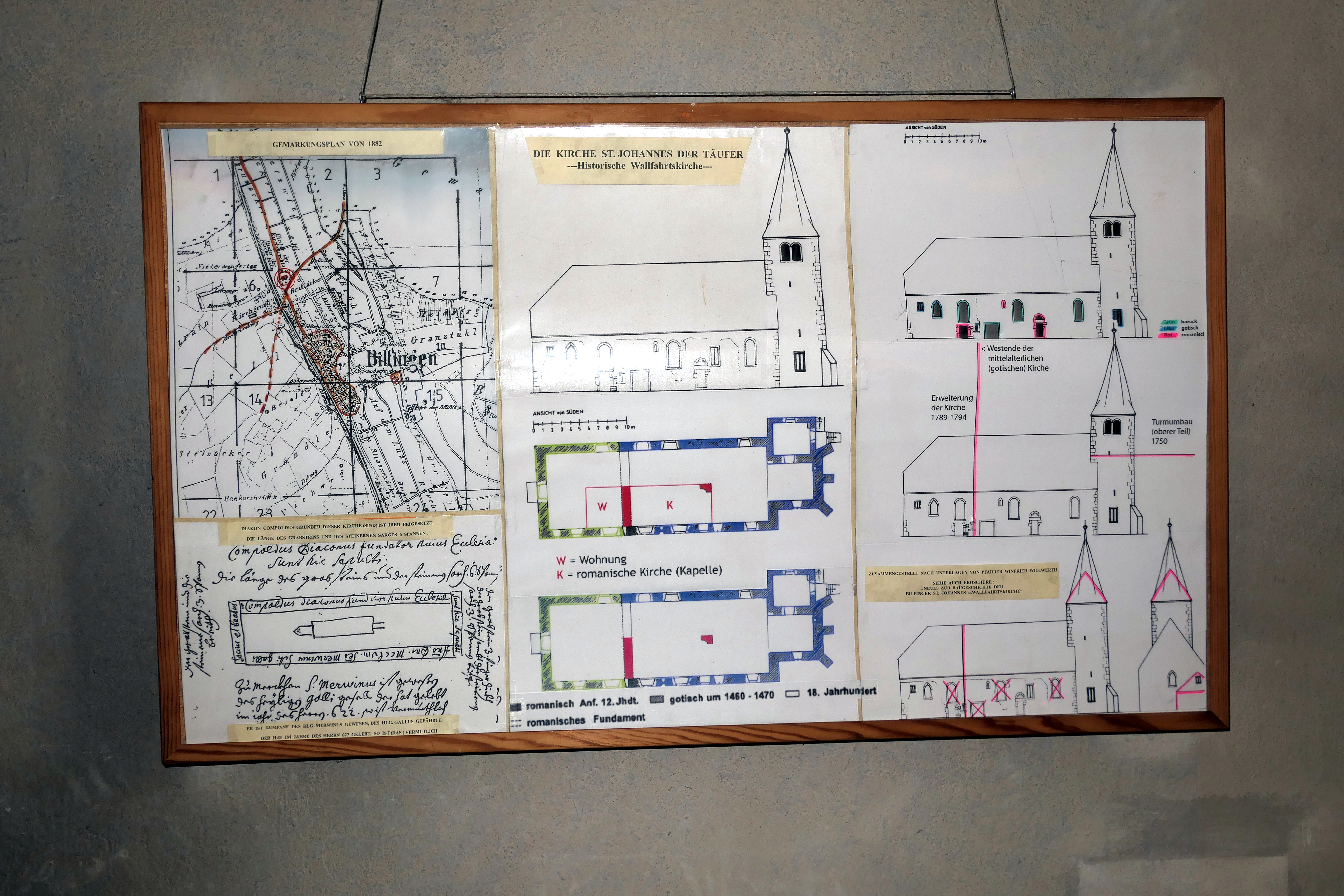
Bilfingen Wallfahrtkirche Johannes der Täufer Plan der Bauphasen
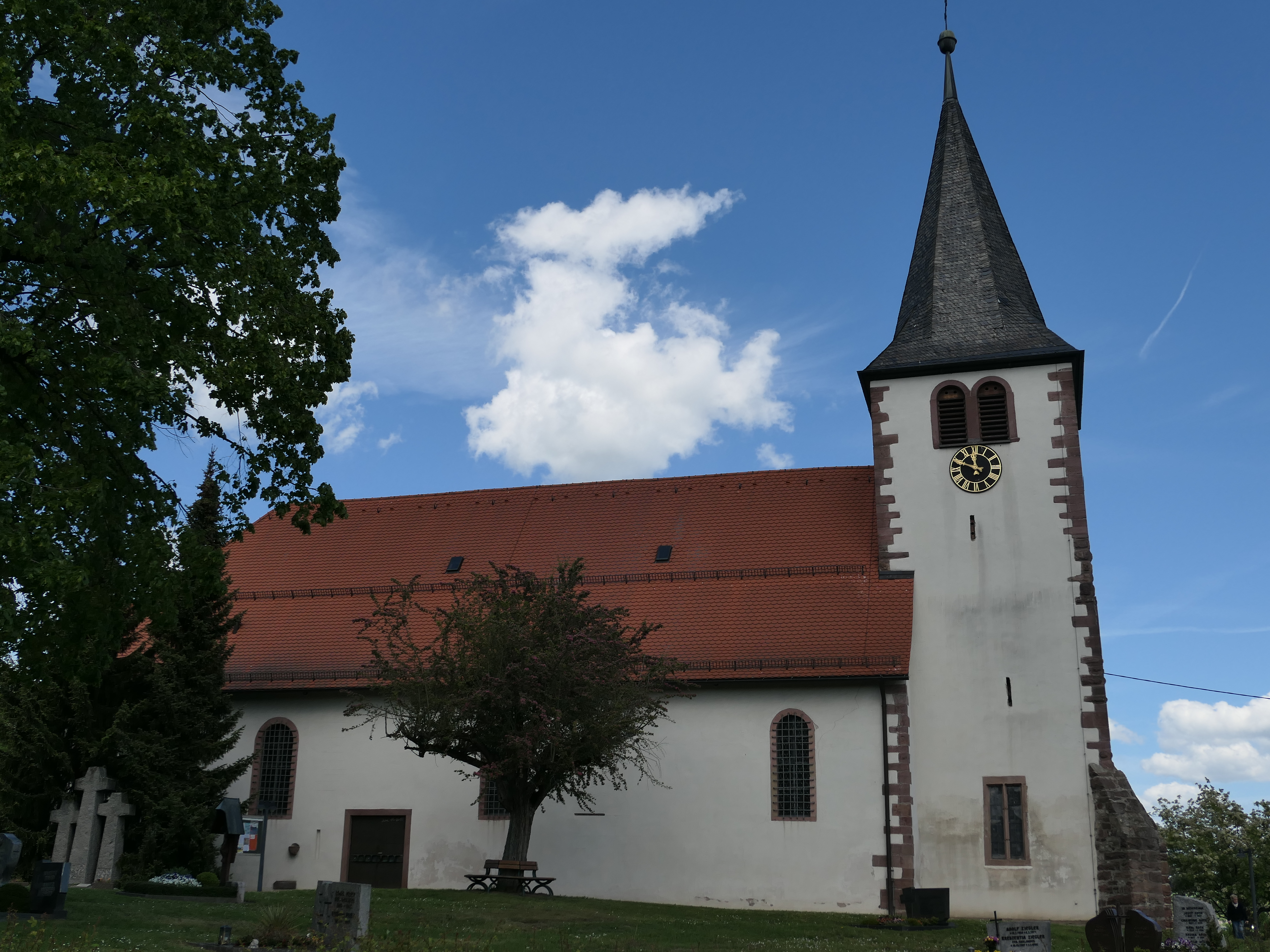
Johanneskirche Bilfingen Friedhofskapelle und ehemalige Wallfahrtskirche Südansicht
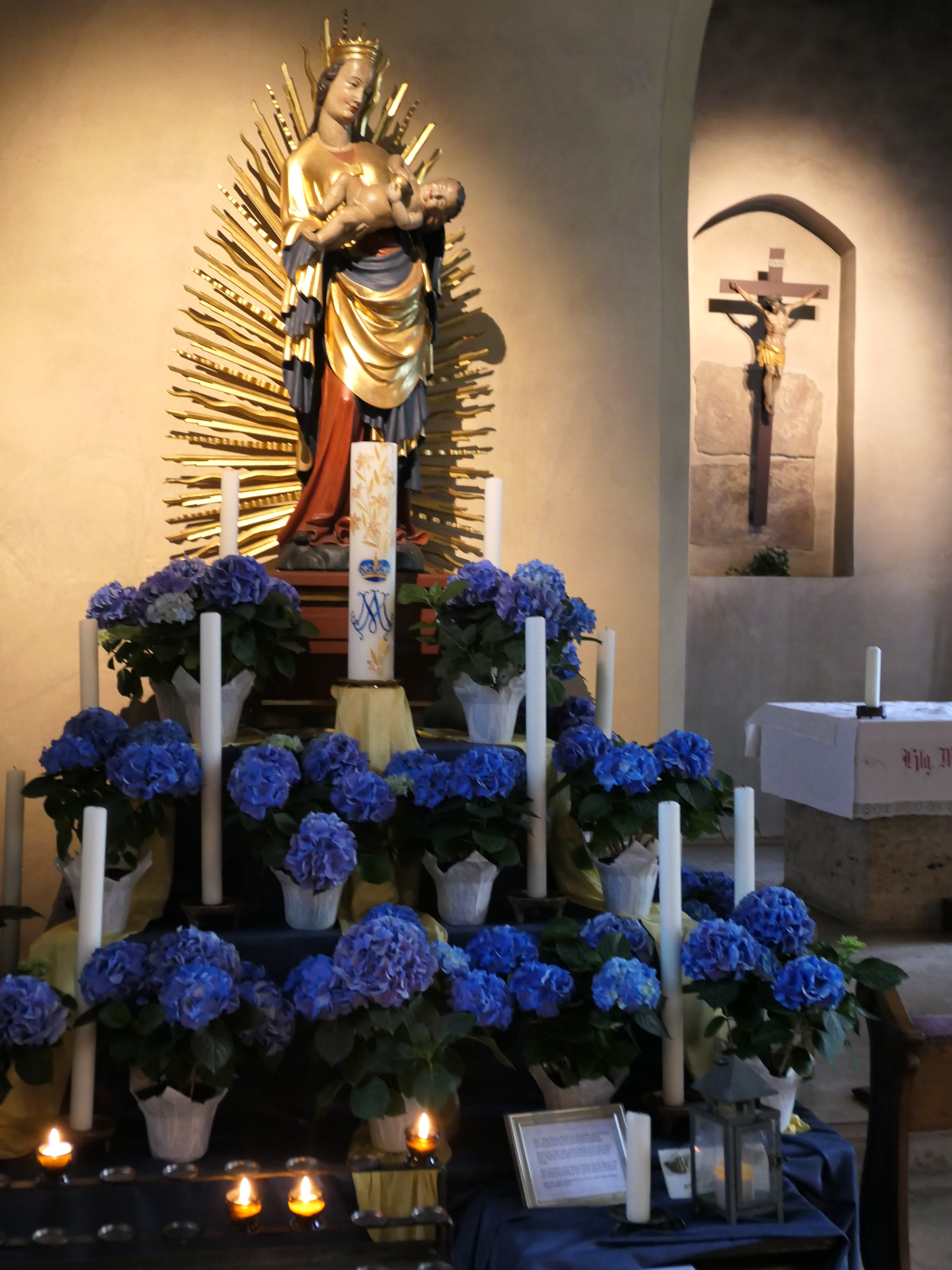
Johanneskirche Bilfingen Friedhofskapelle und ehemalige Wallfahrtskirche Maialtar

### Scheibenschlagen

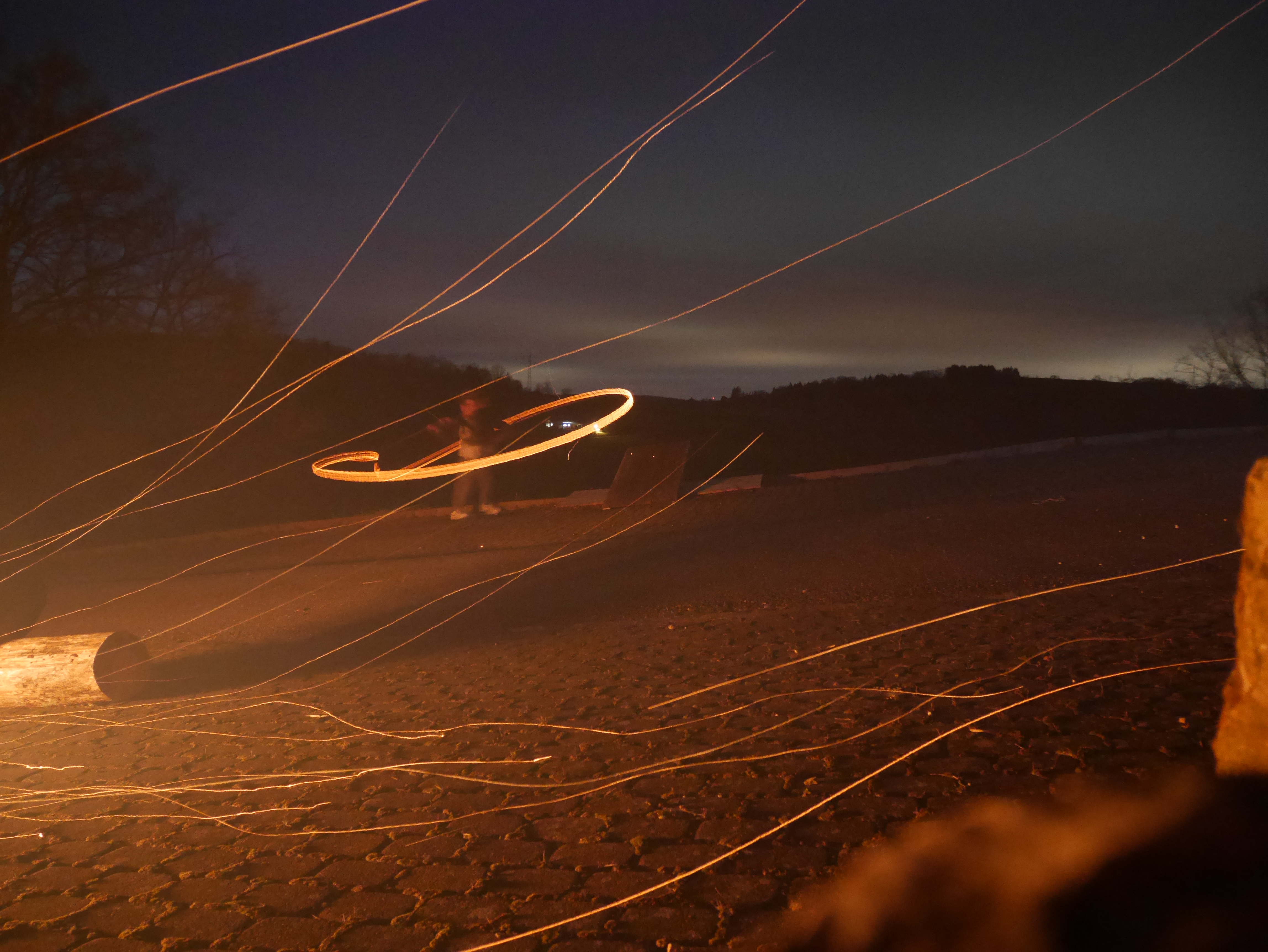
Kind beim Scheibenschlagen am Scheibenplatz

Das Scheibenschlagen ist ein alter heidnischer Brauch, welcher in Ersingen am Fastnachtssonntag und Rosenmontag durchgeführt wird. Dabei werden kleine Holzscheiben auf Haselnussstecken im Feuer zum Glühen gebracht und dann über den Scheibenbock (Abschussrampe) ins Tal geschleudert. Ersingen ist das nördlichste Dorf, das diesen – vor allem im alemannischen Sprachraum verbreiteten – Brauch durchführt. Von der langen Tradition des Scheibenschlagens in Ersingen zeugt der Flurname Scheibenplatz, welcher das erste Mal 1532 als „schyblechten bletz“ urkundlich erwähnt wurde. Nach dem Ersten Weltkrieg war das Scheibenschlagen zeitweise verboten. Das Naziregime, welches auf die Bewahrung der alten germanischen Traditionen aus war, führte diesen Brauch wieder ein, welcher von der Hitlerjugend organisiert und durchgeführt wurde. Nach dem Zweiten Weltkrieg geriet das Scheibenschlagen eine Zeit lang in Vergessenheit, bis es von der 1956 gegründeten Karnevalsgesellschaft Fledermaus wieder zum Leben erweckt wurde.

### Fastnacht
- Narrenbund Kakadu Bilfingen e. V.
- K.G. Fledermaus Ersingen e. V.
- Narrenzunft „Schildwach-Hexen“ Bilfingen e. V.

## Wirtschaft und Infrastruktur

### Verkehr
Durch Kämpfelbach führt die Landesstraße 570. Südlich der Gemeinde verläuft die Bundesstraße 10, die Anschluss an die Bundesautobahn 8 ermöglicht.
Kämpfelbach liegt an der Bahnstrecke Karlsruhe–Mühlacker(–Stuttgart). Im Gemeindegebiet gibt es die drei Haltepunkte Bilfingen, Ersingen und Ersingen West, die von Stadtbahnzügen der Linie S 5 im 20/40-Minuten-Takt angefahren werden.
Durch eine Alltagsroute aus dem Radnetz Baden-Württemberg sind Ersingen und Bilfingen über Königsbach, Remchingen und Pfinztal mit Karlsruhe und in der anderen Richtung über Ispringen mit Pforzheim verbunden.

### Öffentliche Einrichtungen
- Hallenbad in Ersingen
- Turn- und Festhalle in Ersingen
- Kämpfelbachhalle in Bilfingen
- Weinbrennerkelter in Bilfingen
- Grundschule in Bilfingen und Ersingen
- Katholischer Kindergarten St. Michael in Ersingen
- Katholischer Kindergarten St. Josef in Bilfingen
- Katholische öffentliche Bücherei Hl. Dreieinigkeit Bilfingen

## Persönlichkeiten
- Balthasar Vielsack, auch „Schimmelisbalz“ genannt (ein Ersinger). Nach der Niederbrennung Moskaus 1812 findet ein verlustreicher Rückzug der Truppen Napoleons I. statt. Balthasar Vielsack versteckte die Fahne des Badischen Regiments unter seinen Kleidern und hat sie somit gerettet.
- Franz Schaidhammer (* 1950 in Ersingen), Diplom-Verwaltungswirt, von 2000 bis 2015 Oberbürgermeister der Stadt Wiesloch
- Sappho Çoban (* 1994 in Karlsruhe), U-20-Judo-Europameisterin 2012 und U-21-Judo-Weltmeisterin 2013

### Ehrenbürger
- Johann Alexander Frey (* 23. November 1876; † 24. Februar 1960) war Bürgermeister der Gemeinde Ersingen von 1919 bis 1937. In seine Amtszeit fielen die schweren Jahre nach dem Ersten Weltkrieg (Inflation, Weltwirtschaftskrise). Die Machthaber des Naziregimes drängten ihn 1937 aus dem Amt.
- Gustav Adolf Reiling (* 2. Februar 1899; † 7. März 1973) schrieb die Ortschronik Geschichte der ehemals frauenalbschen Dörfer Ersingen und Bilfingen. Außerdem erforschte er die Geschichte des Geschlechts Reiling bis ins 16. Jahrhundert zurück.
- Bernhard Geier (* 12. August 1911; † 18. Dezember 1981) war von 1950 bis zu seinem Tode im Jahr 1981 Pfarrer in Ersingen.
- Ernst Korb (* 7. Dezember 1941) war zunächst Bürgermeister der Gemeinde Bilfingen und von 1974 bis 1998 Bürgermeister der Gemeinde Kämpfelbach.
- Alois Weber (* 30. Juni 1928; † 20. Januar 2009) war über 20 Jahre Pfarrer der Ersinger Pfarrei Christ-König.